# Jesper Uneken
Jesper Uneken, né le 9 août 2004 à Bois-le-Duc aux Pays-Bas, est un footballeur néerlandais qui évolue au poste d'avant-centre au PSV Eindhoven.

## Biographie

### En club
Né à Bois-le-Duc aux Pays-Bas, Jesper Uneken commence le football avec le OJC Rosmalen (en), avant d'être formé par le PSV Eindhoven à partir de 2011. Avec l'équipe des moins de 18 ans il devient champion des Pays-Bas lors de la saison 2022-2023, étant par ailleurs capitaine de cette équipe. Le 7 juillet 2023, Jesper Uneken signe son premier contrat professionnel avec le PSV, d'une durée de deux ans.
Uneken joue son premier match en équipe première le 6 avril 2024, lors d'une rencontre de championnat face à l'AZ Alkmaar. Entré en jeu à la place de Luuk de Jong, il participe à la victoire de son équipe en marquant également son premier but (5-1 score final),.
Il est sacré Champion des Pays-Bas lors de la saison 2023-2024.

## Palmarès
PSV Eindhoven
- Championnat des Pays-Bas (1) :
  - Champion : 2023-24.